# Witków (Bełz)
Witków (ukr. Витків) – dawna wieś, od 1951 w granicach miasta Bełz na Ukrainie, rejonu czerwonogrodzkiego obwodu lwowskiego. Rozpościera się wzdłuż ulicy Witkowskiej na południowy zachód od centrum Bełza, nad Sołokiją.
W II Rzeczypospolitej do 1934 samodzielna gmina jednostkowa. Następnie należała do zbiorowej wiejskiej gminy Bełz w powiecie sokalskim w woj. lwowskim. 13 października 1945 nacjonaliści ukraińscy z OUN - UPA zamordowali tutaj 11 Polaków, grabiąc i paląc polskie zagrody. Po wojnie wieś weszła w skład powiatu hrubieszowskigo w woj. lubelskim. W 1951 roku wieś wraz z większą częścią gminy Bełz (którą równocześnie przekształcono w gminę Chłopiatyn) została przyłączona do Związku Radzieckiego w ramach umowy o zamianie granic z 1951 roku.